# Charles Henri
Charles Henri, artiestennaam van Henri Charles de Vries, (Amsterdam, 21 september 1948 – Meppel, 5 januari 2014) was een Nederlandse beeldhouwer en kunstschilder.

## Leven en werk
Henri was zoon van Henri Charles de Vries sr. en Johanna Berendina Christina Sophia Gest. Zijn vader was ambtenaar, maar daarnaast ook als amateurschilder actief. Hij volgde aanvankelijk een opleiding aan de Grafische School in Amsterdam en verhuisde naar Meppel om daar letterzetter te worden. Na een aantal jaren in het grafische vak, stapte hij over naar de kunst. Hij volgde opleidingen aan de Academie Minerva (1976-1982) in Groningen en aan de academie van Kampen (1984-1986).
Hij schilderde in olieverf en acryl en wordt gerekend tot de onafhankelijk realisten. Als beeldhouwer begon Henri in 1993 met een tentoonstelling in de tuin van kasteel de Havixhorst in de Wijk, waarna het zwaartepunt van zijn scheppende arbeid bij de beeldhouwkunst kwam te liggen. Hij maakte bronzen sculpturen en had vanaf 1998 een eigen gieterij. Zowel bij zijn beelden als in zijn schilderijen staat de mens centraal.
Bij het samenstellen van zijn afscheidstentoonstelling in 2013 in Kunsthuis Secretarie in Meppel, ontdekte Henri dat hij ernstig ziek was. Hij overleed in 2014, op 65-jarige leeftijd, in zijn woonplaats Meppel.

## Werken in de openbare ruimte (selectie)
- Enid (1995), Zevenhuizen
- Juffer van Batinghe (1997), bij de Sint-Nicolaaskerk (Dwingeloo)
- Het Behagen (1999), Dieverbrug
- Propositie #9 (2005), Meppel
- Anne de Vries (2006), bij het streekmuseum Het Dorp van Bartje, Rolde
- Koudwatervrees (2006), Zevenhuizen
- Nienke (2006), Echten
- Stadswandeling (2009), Meppel
- Serenita (2010), Zevenhuizen

## Fotogalerij

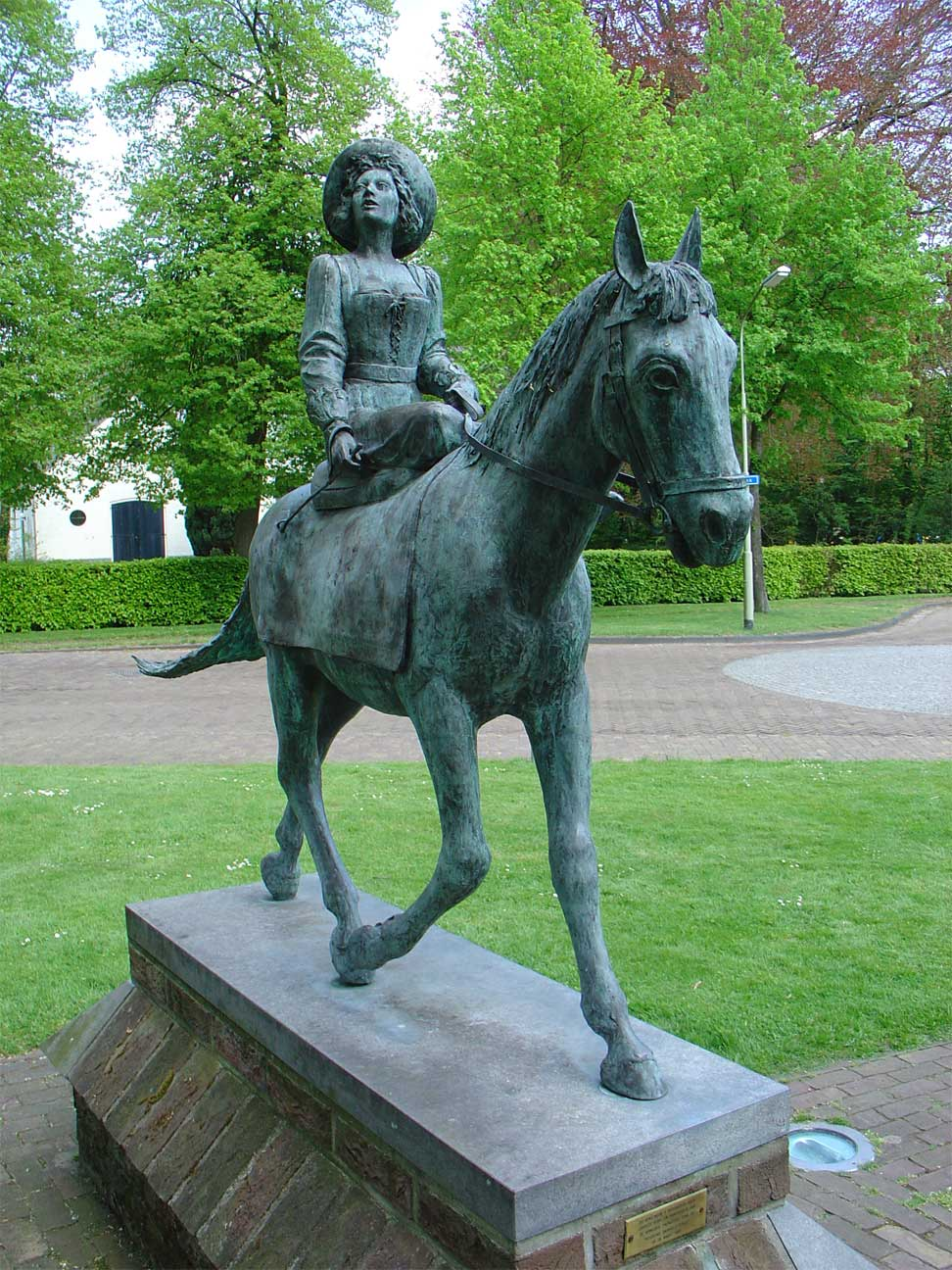
Juffer van Batinghe (1997), Dwingeloo
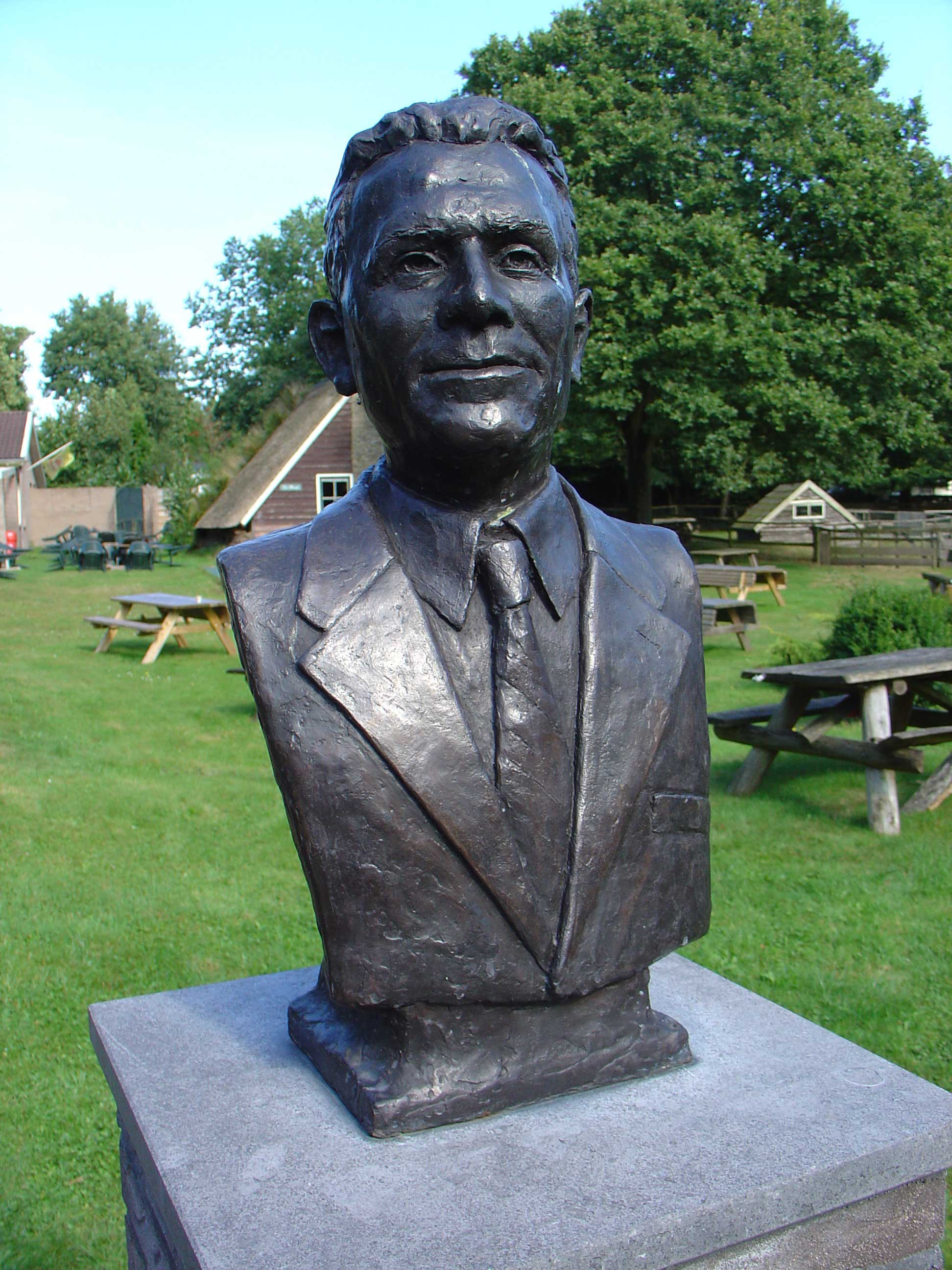
Anne de Vries (2006), Rolde
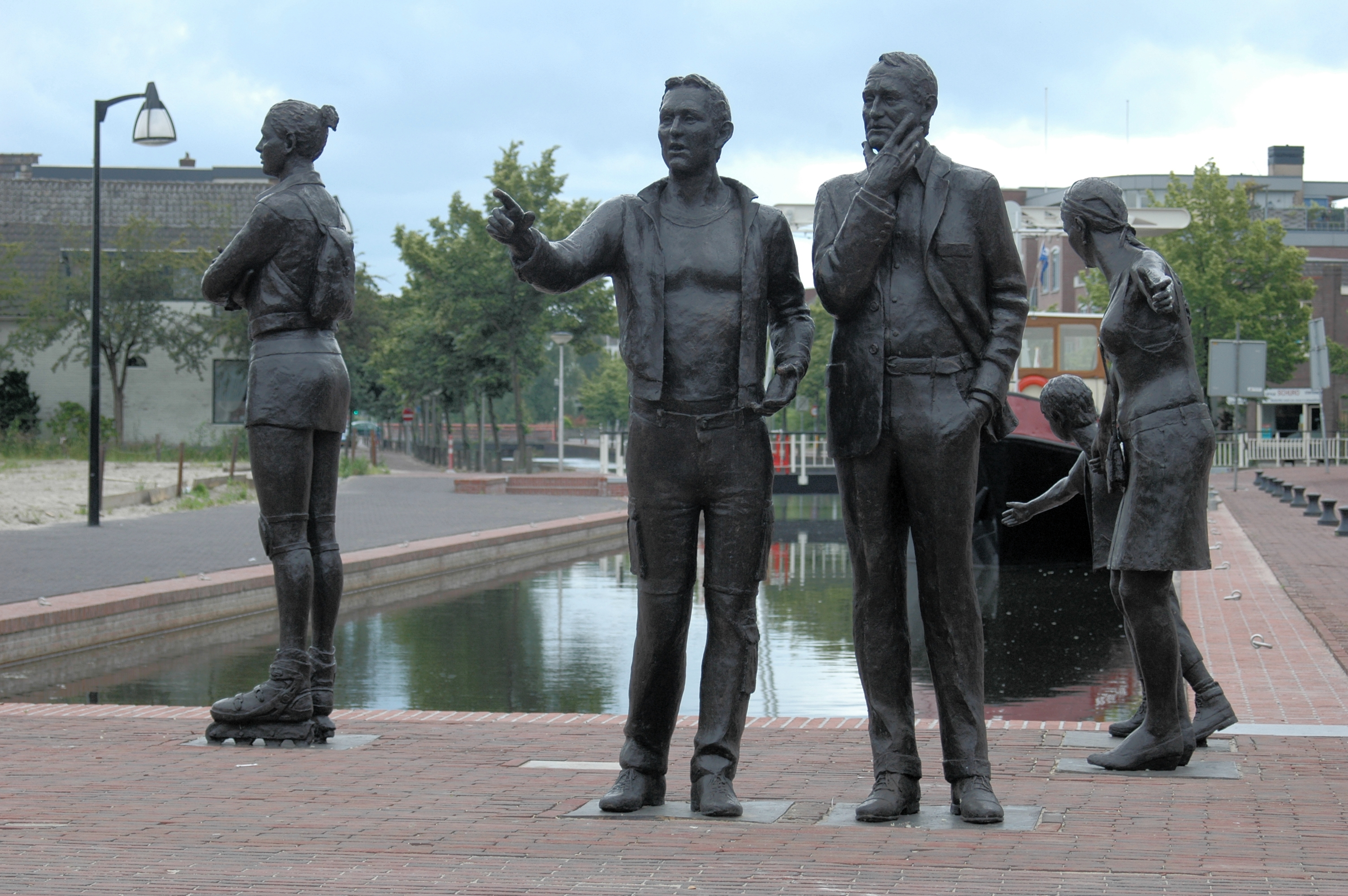
Stadswandeling (2009), Meppel